# Bielorrússia nos Jogos Olímpicos de Inverno de 2022
Bielorrússia participou dos Jogos Olímpicos de Inverno de 2022, realizados em Pequim, na China.
Foi a oitava aparição do país em Olimpíadas de Inverno. Foi representado por 29 atletas, sendo 13 homens e 16 mulheres.

## Competidores
| Esporte                 | Masculino | Feminino | Total |
| ----------------------- | --------- | -------- | ----- |
| Biatlo                  | 5         | 5        | 10    |
| Esqui alpino            | 0         | 1        | 1     |
| Esqui cross-country     | 2         | 2        | 4     |
| Esqui estilo livre      | 4         | 3        | 7     |
| Patinação artística     | 1         | 1        | 2     |
| Patinação de velocidade | 1         | 4        | 5     |
| Total                   | 13        | 16       | 29    |

## Medalhas
Estes foram os medalhistas desta edição:
| Atleta        | Esporte            | Evento               | Medalha |
| ------------- | ------------------ | -------------------- | ------- |
| Anton Smolski | Biatlo             | Individual masculino | Prata   |
| Hanna Huskova | Esqui estilo livre | Aerials feminino     | Prata   |

## Desempenho

### Biatlo
Masculino
Feminino

### Esqui alpino
Feminino

### Esqui cross-country
Masculino
Feminino

### Esqui estilo livre
Masculino
Feminino

### Patinação artística
Masculino
Feminino

### Patinação de velocidade
Masculino
Feminino
Legenda
| Recorde mundial      | Recorde mundial (World record)               |                       | Recorde africano                      | Recorde africano (African) |                                           | Q | Classificado por posição (Qualified) |
| Recorde olímpico     | Recorde olímpico (Olympic record)            | Recorde da América    | Recorde da América (Americas)         | q                          | Classificado por melhor tempo (Qualified) |   |                                      |
| Melhor marca do ano  | Melhor marca do ano (World leading)          | Recorde asiático      | Recorde asiático (Asian)              | DNS                        | Não largou (Did not start)                |   |                                      |
| Recorde nacional     | Recorde nacional (National record)           | Recorde europeu       | Recorde europeu (European)            | DNF                        | Não terminou (Did not finish)             |   |                                      |
| Recorde pessoal      | Recorde pessoal do atleta (Personal best)    | Recorde da Oceania    | Recorde da Oceania (Oceania)          | DSQ / DQ                   | Desclassificado (Disqualified)            |   |                                      |
| Recorde da temporada | Recorde da temporada do atleta (Season best) | Recorde sul-americano | Recorde sul-americano (South America) | NM                         | Sem marca (No mark)                       |   |                                      |